# Brynjar Ingi Bjarnason
Brynjar Ingi Bjarnason (Akureyri, 6 de diciembre de 1999) es un futbolista islandés que juega en la demarcación de defensa para el SpVgg Greuther Fürth de la 2. Bundesliga.

## Selección nacional
El 29 de mayo de 2021 hizo su debut con la selección de fútbol de Islandia en un encuentro amistoso contra México que finalizó con un resultado de 2-1 a favor del combinado mexicano tras un doblete de Hirving Lozano para México, y un autogol de Edson Álvarez para Islandia.

### Goles internacionales
| # | Fecha                   | Estadio                                      | Oponente            | Gol | Resultado | Competición                                          |
| - | ----------------------- | -------------------------------------------- | ------------------- | --- | --------- | ---------------------------------------------------- |
| 1 | 8 de junio de 2021      | Estadio Municipal de Poznan, Poznan, Polonia | Polonia             | 1-2 | 2–2       | Amistoso                                             |
| 2 | 5 de septiembre de 2021 | Laugardalsvöllur, Reikiavik, Islandia        | Macedonia del Norte | 1–2 | 2–2       | Clasificación para la Copa Mundial de Fútbol de 2022 |

## Clubes
| Club                    | País     | Año       | Partidos | Goles |
| ----------------------- | -------- | --------- | -------- | ----- |
| KA Akureyri             | Islandia | 2017      | 0        | 0     |
| Einherji (cedido)       | Islandia | 2017      | 0        | 0     |
| Magni Grenivík (cedido) | Islandia | 2017      | 17       | 0     |
| KA Akureyri             | Islandia | 2018      | 45       | 3     |
| U. S. Lecce             | Italia   | 2019-2021 | 1        | 0     |
| Vålerenga Fotball II    | Noruega  | 2022      | 5        | 0     |
| Vålerenga Fotball       | Noruega  | 2022-2023 | 15       | 0     |
| HamKam                  | Noruega  | 2023-2025 | 72       | 4     |
| SpVgg Greuther Fürth    | Alemania | 2025-     |          |       |